# Songo
Songo – kubański styl muzyczny, rozwinięty przez Changuito, perkusistę zespołu Los Van Van. Cechuje się wykorzystaniem rozmaitych instrumentów perkusyjnych, wśród nich: timbales, krowich dzwonków, drewnianych klocków, elektronicznych bębnów; wszystkie są uderzane ręką.